# Coronaspis
Coronaspis é um género de percevejos pertencentes à família Diaspididae.
Espécies:
- Coronaspis coronifera (Green, 1905)
- Coronaspis malabarica Takagi, 1999
- Coronaspis malesiana Takagi, 1999